# Marie Louise Tank
Marie Louise Tank, född 1949, är en norsk skådespelare.
Tank medverkade i skarven mellan 1970- och 1980-talen i flera av Fjernsynsteatrets TV-filmer, däribland i rollen som Rebekka West i Henrik Ibsens Rosmersholm (1978) och Bolette i Ibsens Frun från havet (1979). Hon har även spelat Lissen Borkmann i Odd Geir Sæthers tv-uppsättning av Gröna hissen (1981) och Hans Otto Nicolayssens långfilm Plastpåsen (1986).